# Rohonczi István
Rohonczi István (ROHO) (Törökkoppány, 1957. február 22. –) magyar festő- és szobrászművész.

## Élete
1965-től él Dunaújvárosban, ahol a Széchenyi István Gimnáziumban rajzot tanít. 1979 és 1983 között végzett földrajz-rajz szakon a Janus Pannonius Tudományegyetem Tanárképző Karán. 2005-ben diplomázott a Moholy-Nagy Művészeti Egyetem vizuális és környezetkultúra tanári szakán.
Elnökségi tagja az Újpart – Dunaújvárosi Képző- és Iparművészek Egyesületének, tagja a Dunaújvárosi Műhelynek, 1992-től tagja a Túlsó P’Artnak. 1989 óta tagja a Fiatal Képzőművészek Stúdiója Egyesületnek. Ő vezeti a gimnázium aulájában lévő Szivacs Galériát, amely 1995 óta működik.  Elsősorban kortárs képző- és iparművészek alkotásai kerülnek a Szivacs Galéria falaira. Egy-egy kiállítás általában 3 hétig tart.

## Díjak, kitüntetések
- 1991 – FKSE díja, Fejér Megyei Őszi Tárlat, a dunaújvárosi önkormányzat díja;
- 1993 – Dunaújvárosi Képzőművészek Tárlata, Dunaújváros Művészetért Alapítvány díja
- 1994 – 3. Országos Faszobrászati Kiállítás, a Magyar Művelődési Intézet díja;
- 1996 – Dunaújvárosi Tárlat díja
- 1993 – Dunaújvárosi Képzőművészek Tárlata, Dunaújváros Művészetért Alapítvány díja
- 2005 – Fejér Megyei Tárlat – Dunaújvárosi Művészetért Alapítvány díja
- 2007 – Pro Cultura Intercisae-díj
- 2008 – Dunaújvárosi Képzőművészek Tárlata – Dunaújváros Művészetért Alapítvány díja
- 2011 – Fejér Megyei Őszi Tárlat, Dunaújváros önkormányzata díja

## Főbb művei

### Egyéni kiállítások
- 1985 – Munkás Művelődési Központ, Dunaújváros
- 1991 – Bartók Béla Művelődési Központ, Dunaújváros
- 1992 – Válogatás Rohonczi István és Várnai Gyula festményeiből, Intercisa Múzeum, Dunaújváros – Szabad Művelődés Háza, Székesfehérvár – Vármúzeum, Dunaföldvár
- 1993, 1994 – Aktívart Galéria, Szentendre
- 2009 – Bartók Béla Művelődési Központ, Sosem tudhatod c. kiállítás, Dunaújváros
- 2013 – ROHOizmus kiállítás, Dunaújváros

### Válogatott csoportos kiállítások
- 1990 – Stúdió ’90, Ernst Múzeum, Budapest
- 1992 – Miskolc – Százhalombatta
- 1993 – Fiatal Művészek Klubja, Budapest – Raum und Kunst Galerie, Hamburg – Kurfürsten Galerie, Kassel (D) – Vajda LSG, Szentendre – Kincstár, Győr
- 1994 – Expanzió, Vác – 3. Országos Faszobrászati Kiállítás, Nagyatád
- 1995 – Helyzetkép / Magyar szobrászat, Műcsarnok, Budapest
- 2004 – Móri Művésztelep, Mór
- 2006 – MÓRI MINI MEDIA-WAVE Szent György Napi program az Uránia Moziban, Mór
- 2007 – Szabadművelődés Háza kisgalériájának, Székesfehérvár
- 2007 – Fejér Megyei Őszi Tárlat, Szent István Király Múzeum, Székesfehérvár
- 2008 – Irokéz Galéria Újpart, Szombathely
- 2009 – Bartók Kamaraszínház és Művészetek Háza, Dunaújváros, Sosem tudhatod címmel
- 2009 – Kortárs Művészeti Intézet (KMI), Látom-Más c. kiállítás, Dunaújváros (Végh Abigéllel)
- 2010 – Galeria Artis, Sárvár (Kelemen Marián Évával)
- 2011 – Kamara Galéria, Dunaújváros
- 2011 – Fejér Megyei Őszi Tárlat, Szent István Király Múzeum, Székesfehérvár

### Művek közgyűjteményekben
- Kortárs Művészeti Intézet, Dunaújváros
- Paksi Képtár, Paks
- Szoborpark, Bukovec, Szlovákia
- Miskolci Galéria, Miskolc

### Művek köztereken
- Bajza József mellszobra, Szűcsi

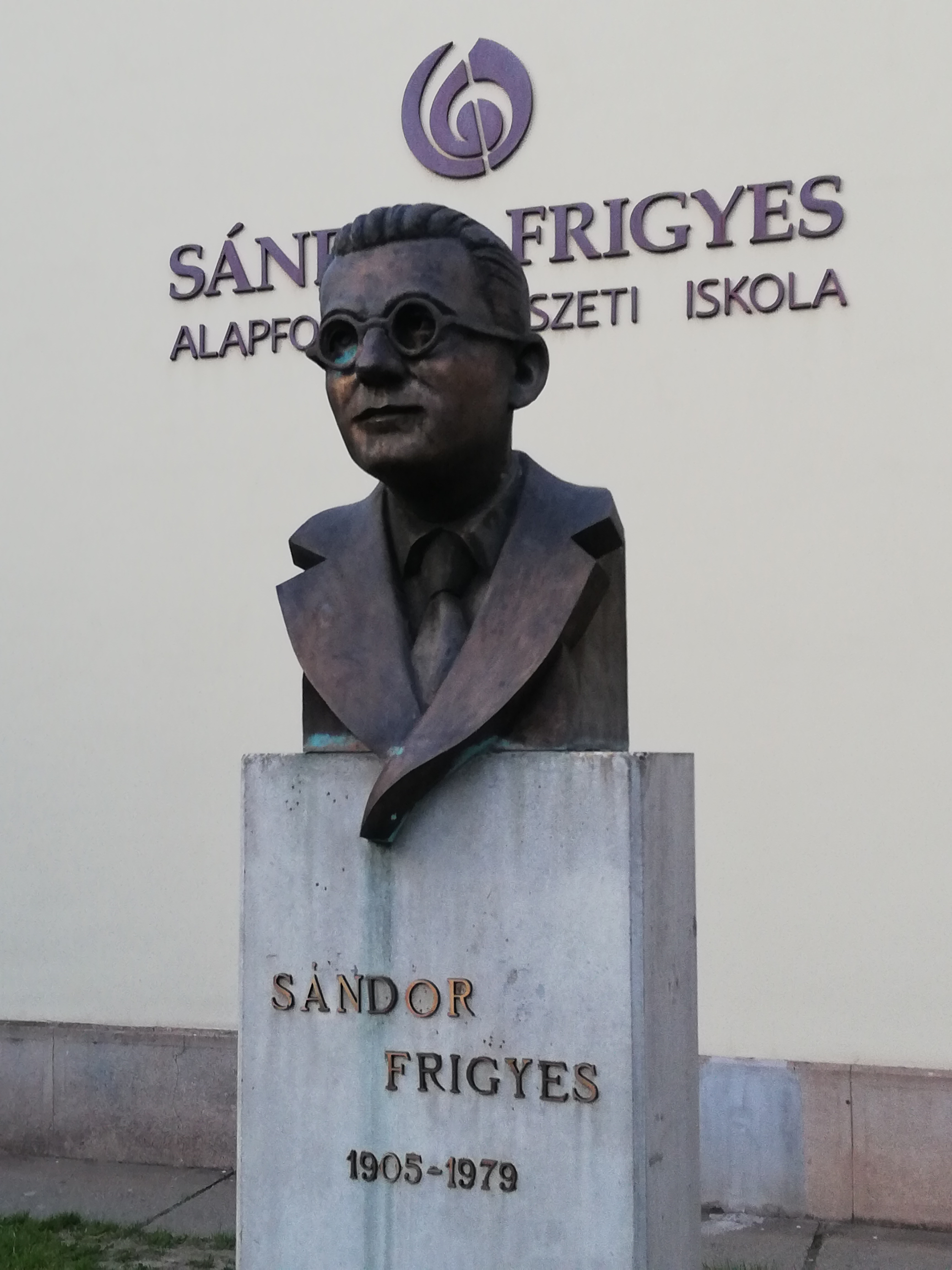
Sándor Frigyes szobra Dunaújvárosban, a nevét viselő zeneiskola előtt

- Széchenyi István mellszobra, Dunaújváros (2006)
- II. János Pál pápa mellszobra, Dunaújváros
- Kapu, Rácalmás
- Őrzők, Rácalmás
- Dréta Antal mellszobra, Mezőfalva
- Hagyó Kovács János mellszobra, Előszállás
- Kegyes József mellszobra, Bölcske
- Lorántffy Zsuzsanna mellszobra, Dunaújváros
- Csanádi Imre dombormű, Agárd
- I.világháborús emlékmű, Pákozd
- III. András mellszobor, Bölcske
- Apostolok szoborcsoport, Apostag
- Borocs nemzetségfő mellszobor, Baracs
- Borocs nemzetségfő faszobrász emlékpark, Baracs
- Mária, Szent István, Szent László egész alakos köztéri szobrok, Legyesbénye
- Szent István mellszobra, Dunaújváros (2013)[2][3]
- Sándor Frigyes mellszobra, Dunaújváros (2016)
- Miskahuszár, Pákozd (2017)[4]